# محوطه نگینی
محوطه نگینی غربی و شرقی مربوط به دوران‌های تاریخی پس از اسلام است و در شهرستان شوشتر، روستای نقیشات واقع شده و این اثر در تاریخ ۲۳ بهمن ۱۳۸۰ با شمارهٔ ثبت ۴۷۵۱ به‌عنوان یکی از آثار ملی ایران به ثبت رسیده است.